# 云南草蔻
云南草蔻（学名：Alpinia blepharocalyx），为姜科山姜属下的一个植物种。